# Klíšťatovití
Klíšťatovití (Ixodidae) je čeleď roztočů řazená obvykle do řádu klíšťatovci (Ixodida). Zahrnuje asi 650 druhů cizopasníků (ektoparazitů) známých běžně jako klíšťata. V ČR je nejznámějším klíštětem klíště obecné (Ixodes ricinus).

## Životní cyklus
Celý cyklus trvá 1–4 roky – typicky 2 roky.
Vajíčko
Jedna samice vyprodukuje 2500–4000 vajíček (bez infekce); vajíčka snáší samice na zem.
Larva
3 páry nohou, velikost pouhých 0,8 mm. Po vylíhnutí z vajíčka ihned hledá hostitele, 1 až 2 dny saje a odpadá na zem nebo mezi chlupy srsti – začíná přeměna v nymfu. Larva je již podobná dospělému klíštěti. Je přenašečem infekcí. (Přenáší např. virus klíšťové encefalitidy.)
Nymfa
4 páry nohou, velikost 1,2 mm; hledá hostitele, nasaje krev a odpadá (zem, srst). Je přenašečem infekcí. (Přenáší např. spirochéty rodu Borrelia, původce lymské borreliózy nebo borreliózy ptáků.)
Dospělec
4 páry nohou, dělí se na samice (větší, 4 × 3 mm a s hnědo-červeným zadečkem) a samce (menší 2,5 × 1,5 celý černý). Samice se snaží spářit (většinou na hostiteli) a nasát krev – až desetinásobek své hmotnosti (to je umožněno vrásčitou kůží). Sání trvá až 14 dní, poté odpadá na zem, kde naklade vejce. Samec ve stadiu dospělce nesaje krev. Snaží se spářit se samičkou (většinou na hostiteli, po přeměně z nymfy) a po spáření brzy hyne.

## Stavba těla
Dýchací otvory (stigmata) jsou vyústěny až za posledním, tedy čtvrtým párem končetin. Podobně jako ostatní roztoči jsou i klíšťatovci gonochoristé (mají odlišená pohlaví). Larva je šestinohá, z ní se postupně vyvíjí osminohá nymfa a později dospělec. Pro klíšťata je typický i tzv. hřbetní štítek pokrývající horní část těla (u samců celou, u samic a nedospělých jedinců jen část). Hlava je dobře viditelná, hypostom je naopak někdy (u samců) spíše redukovaný. Na konci každé nohy jsou přísavky a smyslový Hallerův orgán.

## Parazitismus a přenášené choroby
Většina zástupců je obligátně parazitická, tzn. že se umí vyživovat pouze cizopasně a až na výjimky všechna vývojová stadia sají krev na savcích, ptácích nebo ještěrkách. Sání trvá obvykle několik dní, výjimkou je však klíšť lesostepní (Haemaphysalis inermis), jehož larvy sají jen několik hodin. Klíšťata žijí na vegetaci nebo v úkrytech hostitelů (v norách, hnízdech apod.).
Mnoho klíšťat patří mezi významné lidské parazity; vzácně může u některých druhů působit újmu samotné sání (např. u australského klíštěte Ixodes holocyclus a amerického druhu Dermacentor andersoni), přičemž u člověka je to raritou a častěji se to stává u domácích zvířat. Proto klíšťata především představují hrozbu v tom, že jsou přenašeči některých infekčních onemocnění, a to jak lidských, tak nemocí dobytka a divoce žijících zvířat.
V České republice se lidé setkávají téměř výhradně s klíštětem obecným (Ixodes ricinus) – člověk může hostit jakékoli stadium tohoto klíštěte, tedy larvu, nymfu i samičku dospělce. Na jižní Moravě se navíc vyskytuje jednak klíšť lužní (Haemophysalis concinna), ale na člověka se přisaje výjimečně, jednak vzácně piják lužní (Dermacentor reticulatus), jehož výskyt je monitorován (viz https://najdipijaka.cz/). V ČR klíšťata přenášejí hlavně dva typy infekčního onemocnění: virovou klíšťovou encefalitidu a bakteriální lymskou borreliózu.
V Severní Americe jsou významné druhy Dermacentor variabilis, Dermacentor andersoni, Amblyomma americanum (česky klíště americké), Dermacentor albipictus (piják losí), Rhipicephalus sanguineus (ten se však objevil např. i na Slovensku) a Ixodes dammini. Druhy rodu Dermacentor přenášejí horečku Skalistých hor (Rocky Mountain spotted fever), tularémii a Q horečku. Druhy rodu Ixodes přenášejí Lymskou boreliózu, zatímco Amblyomma americanum a Dermacentor variabilis přenášejí ehrlichiózu.
Ve světovém měřítku přenášejí klíšťata na hospodářská zvířata cowdrióza, theilerióza a další choroby.

## Evoluce skupiny
Klíšťatovití se s jistotou objevují již v průběhu druhohor, přinejmenším před 100 miliony let (počátek svrchní křídy). Velmi dobře zachovalé druhy známe například z barmského jantaru, v němž byly nalezeny a popsány druhy Cornupalpatum burmanicum a Deinocroton draculi. Tyto parazitické druhy se pravděpodobně živily krví tehdejších opeřených dinosaurů a dalších teplokrevných obratlovců, podobně jako jejich recentní příbuzní.